# Beclean
Beclean, cunoscut și ca Beclean pe Someș, (în maghiară Bethlen, în germană Bethlen) este un oraș în județul Bistrița-Năsăud, Transilvania, România, format din localitatea componentă Beclean (reședința), și din satele Coldău, Figa și Rusu de Jos. Beclean are o populație de 12.000 locuitori și este un important nod de cale ferată.

## Istorie
- Becleanul este atestat documentar din 1235 cu numele Bethleem, ca mijloc de protecție împotriva deselor incursiuni tătare au fost ridicate inițial palisade și valuri de pământ.
- Localitatea Beclean apare in documentele pastrate pentru prima data la 13 noiembrie 1235. Este actul prin care papa Grigore al IX-lea porunceste episcopului cumanilor, prepozitului de Beclean (Bethleem) si prepozitului de Cenad sa cerceteze pricina dintre episcopul Transilvaniei si preotii din satele Dobca, Hoghiz, Crizbav, Venetia de Jos, Debran si manastirea Sarca de langa Hoghiz, toate aflate acum in judetul Brasov. (Monografia Orasului Beclean)
- Cetatea a fost construită ulterior, pe cheltuiala familiei nobiliare maghiare Bethlen, de care se leagă numele localității.
- În timpul revoltei curuților (1703-1711) cetatea a fost serios afectată.

În anul 1848 generalul revoluționar Józef Bem a obținut la Beclean o victorie asupra trupelor imperiale austriece.

## Demografie
Componența etnică a orașului Beclean
     Români (79,12%)
     Maghiari (9,66%)
     Romi (3,24%)
     Alte etnii (0,12%)
     Necunoscută (7,85%)
Componența confesională a orașului Beclean
     Ortodocși (65,98%)
     Penticostali (9,89%)
     Reformați (8,69%)
     Greco-catolici (2,82%)
     Baptiști (1,25%)
     Adventiști (1,07%)
     Romano-catolici (1,05%)
     Alte religii (0,76%)
     Necunoscută (8,5%)
Conform recensământului efectuat în 2021, populația orașului Beclean se ridică la 11.260 de locuitori, în creștere față de recensământul anterior din 2011, când fuseseră înregistrați 10.628 de locuitori. Majoritatea locuitorilor sunt români (79,12%), cu minorități de maghiari (9,66%) și romi (3,24%), iar pentru 7,85% nu se cunoaște apartenența etnică. Din punct de vedere confesional, majoritatea locuitorilor sunt ortodocși (65,98%), cu minorități de penticostali (9,89%), reformați (8,69%), greco-catolici (2,82%), baptiști (1,25%), adventiști (1,07%) și romano-catolici (1,05%), iar pentru 8,5% nu se cunoaște apartenența confesională.

### Populație istorică
Componența etnică a orașului Beclean (1850)
     Români (54,57%)
     Maghiari (22,17%)
     Evrei (11,05%)
     Alte etnii (12,2%)
0200040006000800010.00012.0001977199220022011populațiePopulația istorică din Beclean
Date: Recensăminte sau birourile de statistică - grafică realizată de Wikipedia
- În 1850 la Beclean locuiau 1475 de persoane, dintre care 805 români, 327 maghiari, 163 evrei și 180 din alte etnii.[7]
- La recensământul din 1910 în Beclean locuiau 3070 de locuitori dintre care : 1791 maghiari și 1205 români.

## Politică
Orașul Beclean este administrat de un primar și un consiliu local compus din 17 consilieri. Primarul, Nicolae Moldovan[*], de la Partidul Social Democrat, este în funcție din 2000. Începând cu alegerile locale din 2024, consiliul local are următoarea componență pe partide politice:
|  | Partid                                 | Consilieri | Componența Consiliului | Componența Consiliului | Componența Consiliului | Componența Consiliului | Componența Consiliului | Componența Consiliului | Componența Consiliului | Componența Consiliului |
|  | -------------------------------------- | ---------- | ---------------------- | ---------------------- | ---------------------- | ---------------------- | ---------------------- | ---------------------- | ---------------------- | ---------------------- |
|  | Partidul Social Democrat               | 8          |                        |                        |                        |                        |                        |                        |                        |                        |
|  | Partidul Național Liberal              | 4          |                        |                        |                        |                        |                        |                        |                        |                        |
|  | Alianța Dreapta Unită                  | 2          |                        |                        |                        |                        |                        |                        |                        |                        |
|  | Uniunea Democrată Maghiară din România | 2          |                        |                        |                        |                        |                        |                        |                        |                        |
|  | Alianța pentru Unirea Românilor        | 1          |                        |                        |                        |                        |                        |                        |                        |                        |

1. Primar: Nicolae Moldovan (PSD)
2. Viceprimar: Ștefan Mathe (UDMR)
3. Consiliul alcătuit are următoarea componență:

- 11 membri PSD
- 3 membri PNL
- 2 membri UDMR
- 1 membru PMP

## Educație

### Școala Gimnazială „Grigore Silași” - clasele primare

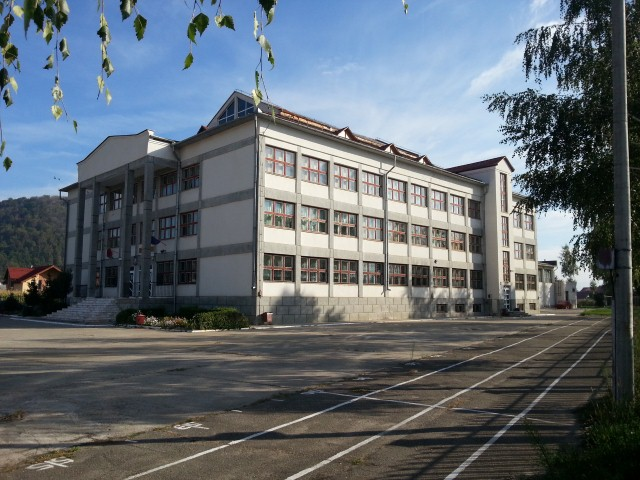
Școala Generală „Liviu Rebreanu”

- Școala se afla pe strada Petru Maior.
- Având condiții moderne și fiind cea mai nouă școală a orașului.
- Se predă în limba română și maghiară.
- Clasele P-4 cu studiu dimineața.
- Postliceală cu studiu după-masă.
- În anul 2012 a fost comasată prin absorbție de către Școala Grigore Silași

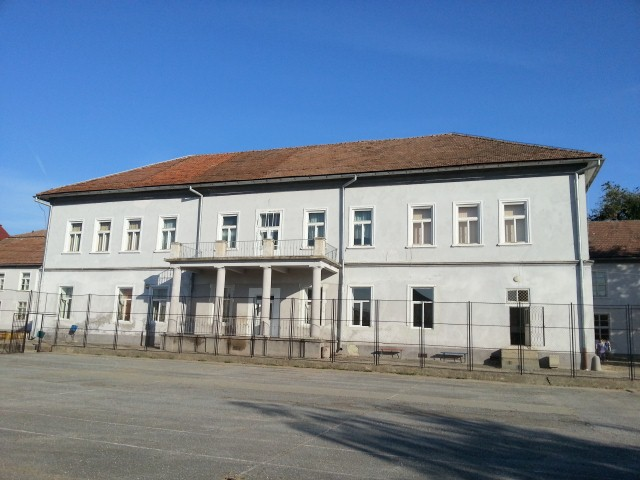
Școala Gimnazială „Grigore Silași”

### Școala Gimnazială „Grigore Silași”
- Este cea mai veche si cea mai mare școală a orașului (modernizată pe parcurs).
- Cea mai mare capacitate de elevi (1310).
- Limbile de predare sunt româna și maghiară.
- Are clasele 5-8 .
- Se afla în Piața Libertății, nr.19.

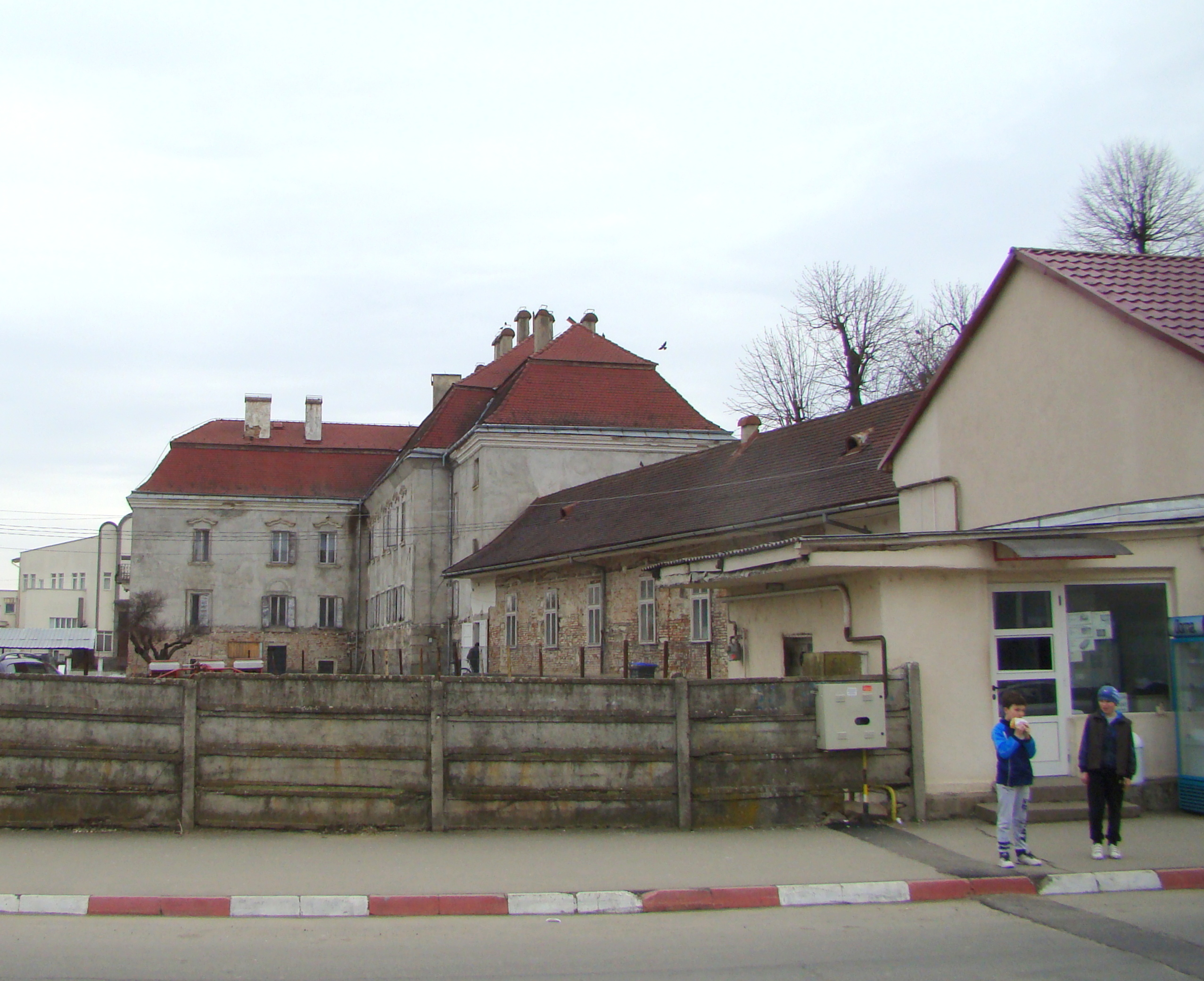
Liceul tehnologic agricol

### Liceul Tehnologic Agricol
Grupul Școlar liceal tehnologic agricol se află pe strada Parcului, în incinta fostului castel Bethlen 1; limba de predare este româna și are 4 profile: 
1.Liceu
- Resurse naturale și protecția mediului - Agricultura
- Resurse naturale și protecția mediului - Protecția mediului

2. Școală profesională
- Tehnic - Mecanică

### Colegiul Național „Petru Rareș”
Colegiul Petru Rareș este alcătuit din 3 clădiri și se află pe strada Liviu Rebreanu, limba de predare este româna.

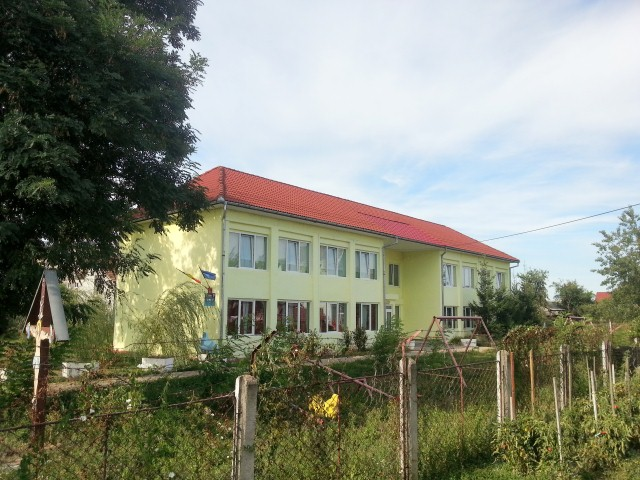
Grădinița „1 Iunie”

Învățământul liceal se desfășoară în clădirea D, are următoarele profile: 
- Servicii - Economic , (1 clasă)
- Real - Matematică-Informatică , (1 clasă)
- Real - Stiinte ale Naturii , (2 clase)
- Uman - Filologie , (1 clasă)
- Uman - Științe Sociale.

Învățământul gimnazial se desfășoară în clădirea A.
Învățământul primar și pre-primar se desfășoară în clădirea C unde se află și cantina.

### Centrul Școlar de Educație Incluzivă
Școala pentru copii cu diferite handicapuri și autism.

### Grădinița cu Program Prelungit „Albă ca Zăpada”
Este o grădiniță cu program prelungit cu predare în limba română și maghiară.
Este structură a Școlii Gimnaziale Grigore Silași

### Grădinița cu Program Normal „1 Iunie”
Este o grădiniță cu program normal cu predare în limba română și maghiară.
Este structură a Școlii Gimnaziale Grigore Silași

## Obiective turistice

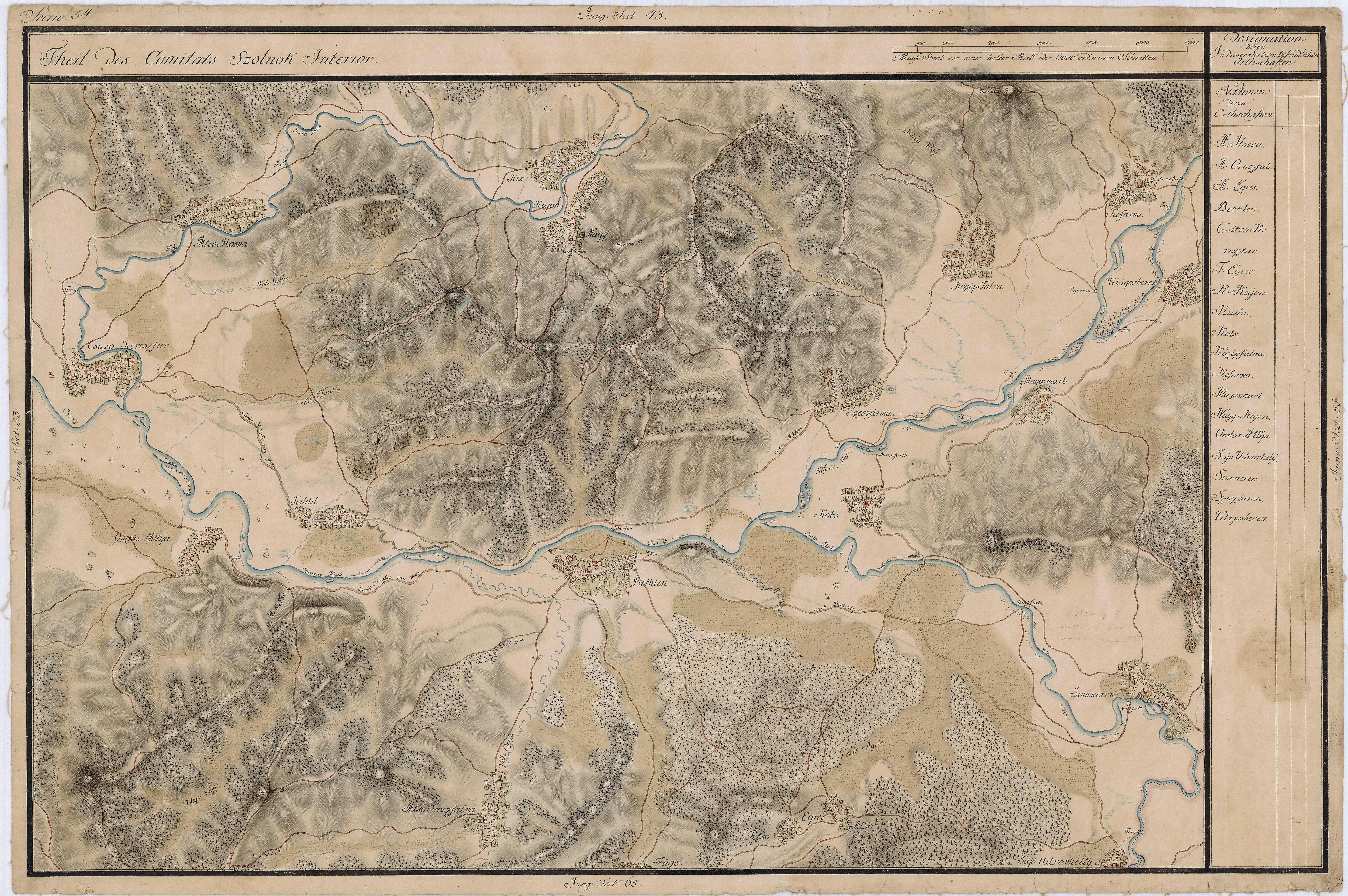
Beclean pe Harta Iosefină a Transilvaniei, 1769-73

- Biserica Reformată-Calvină (Piața Libertății) a fost construită în secolul al XV-lea în stil gotic. În această biserică se găsesc morminte ale familiilor nobiliare maghiare Bethlen și Bánffy.[9]
- Primul Castel Bethlen, de pe latura nordică a Pieței Libertății, a fost edificat în secolul al XVIII-lea (1768), în stil baroc. Ancadramente de piatră sculptată; decor de stuc. Parter boltit, un singur etaj. Plan general dreptunghiular. În clădire funcționează în prezent o școală cu profil agricol.
- Al doilea Castel Bethlen, situat pe latura vestică a Pieței Libertății, găzduiește în prezent Școala Generală Grigore Silași.

## Personalități
- Lukácsy Kristóf (1804 - 1876), preot romano-catolic, membru al Academiei Maghiare;
- Károly Torma (1829 - 1897), jurist, arheolog maghiar;
- Grigore Silași (1836 - 1897), preot greco-catolic, filolog, folclorist, membru de onoare al Academiei Române;
- András Bethlen (1847 - 1898), politician maghiar;
- Liviu Maior (n. 1940), istoric și politician român;
- Tomcsányi Mária (n. 1945), redactor de radio și televiziune din Ungaria;
- Aharon Zeevi-Farkaș (n. 1948), general israelian;
- Radu Afrim (n. 1968) regizor de teatru român;
- Cornel Cornea (n. 1981), fotbalist român;
- Mircea Popa (Mircea Bravo) comediant român.

## Imagini

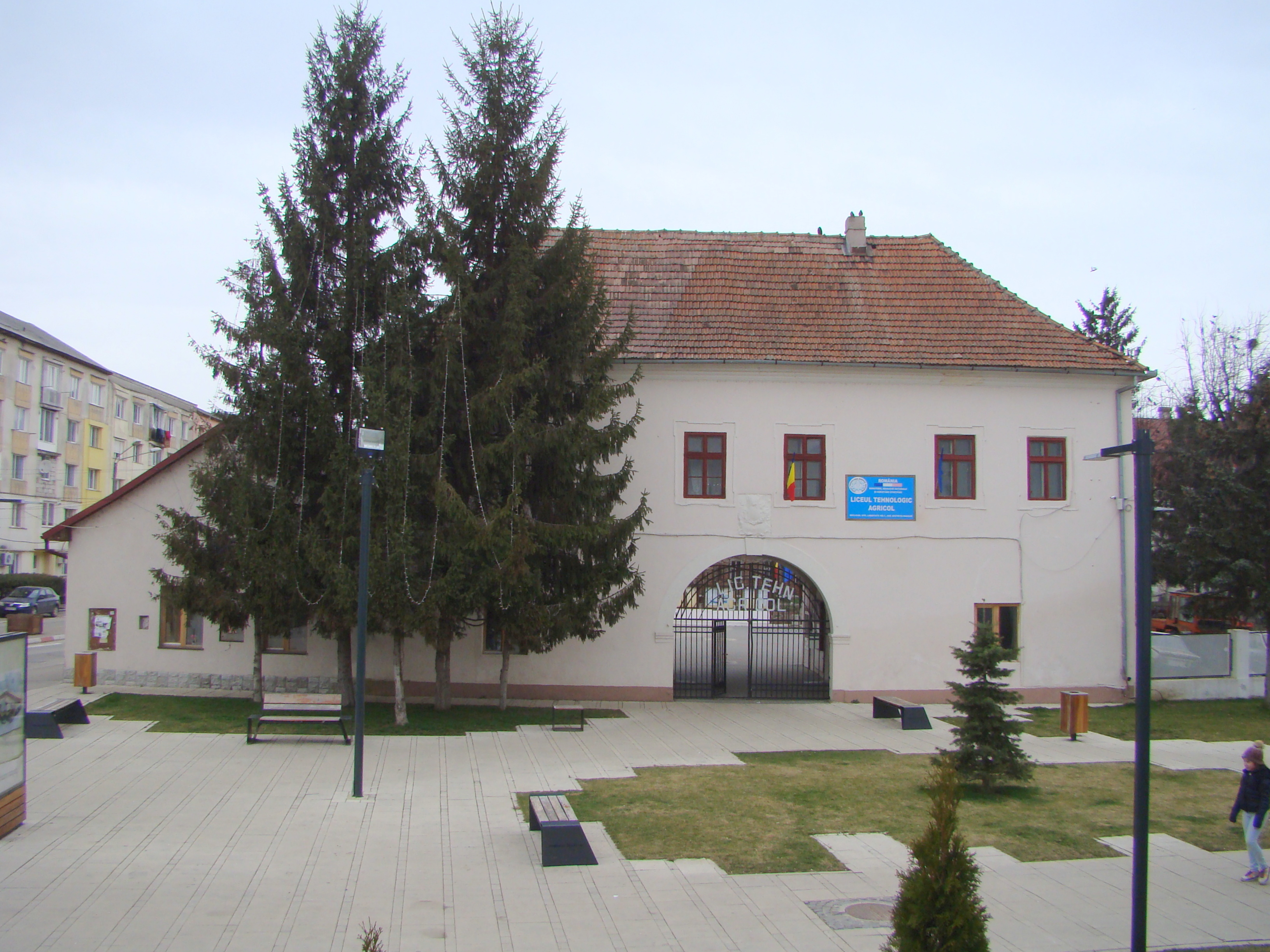
Pavilionul de intrare al castelului Bethlen, azi componentă a Grupului școlar agricol Beclean (monument istoric)
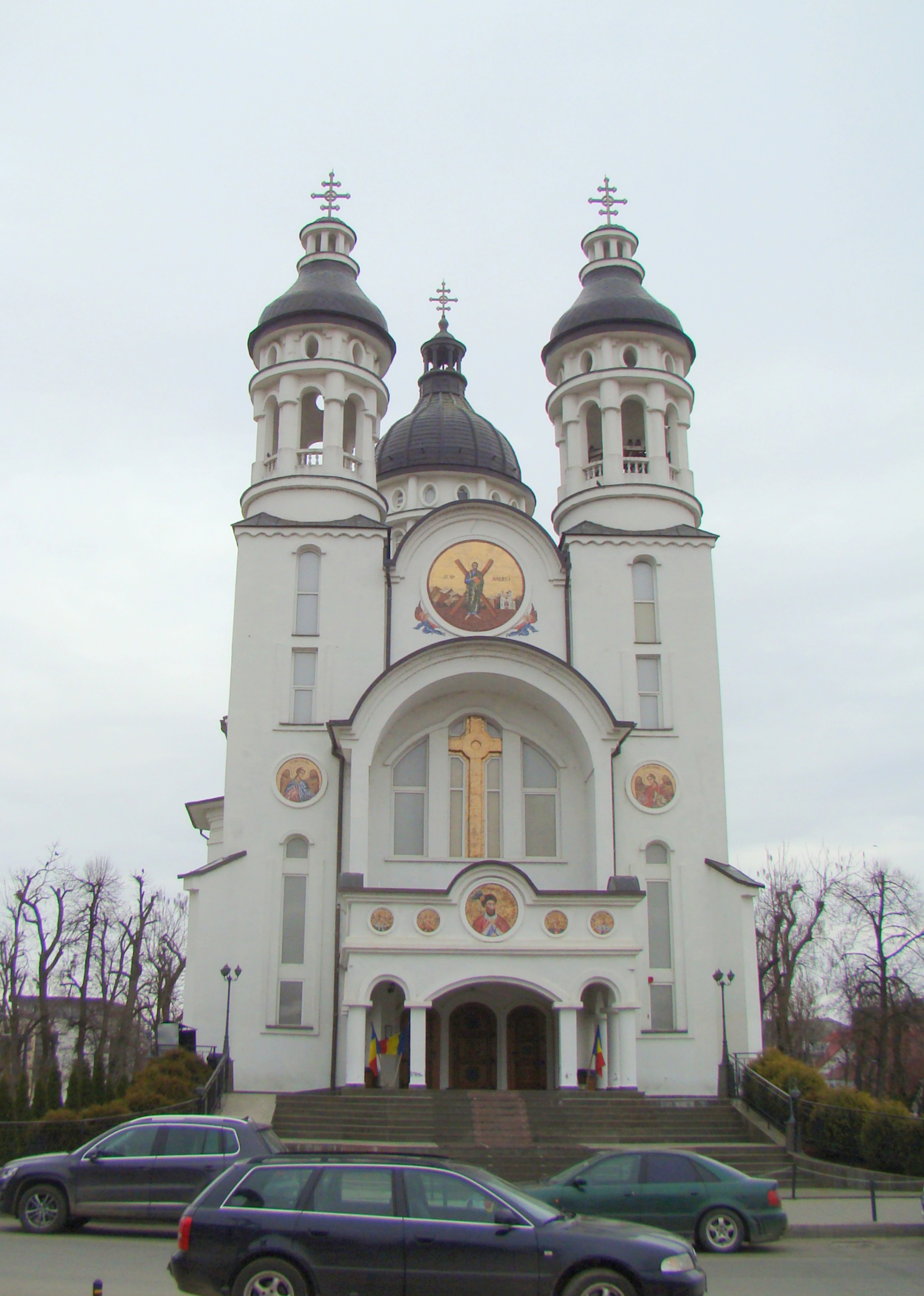
Catedrala ortodoxă „Sfântul Andrei”
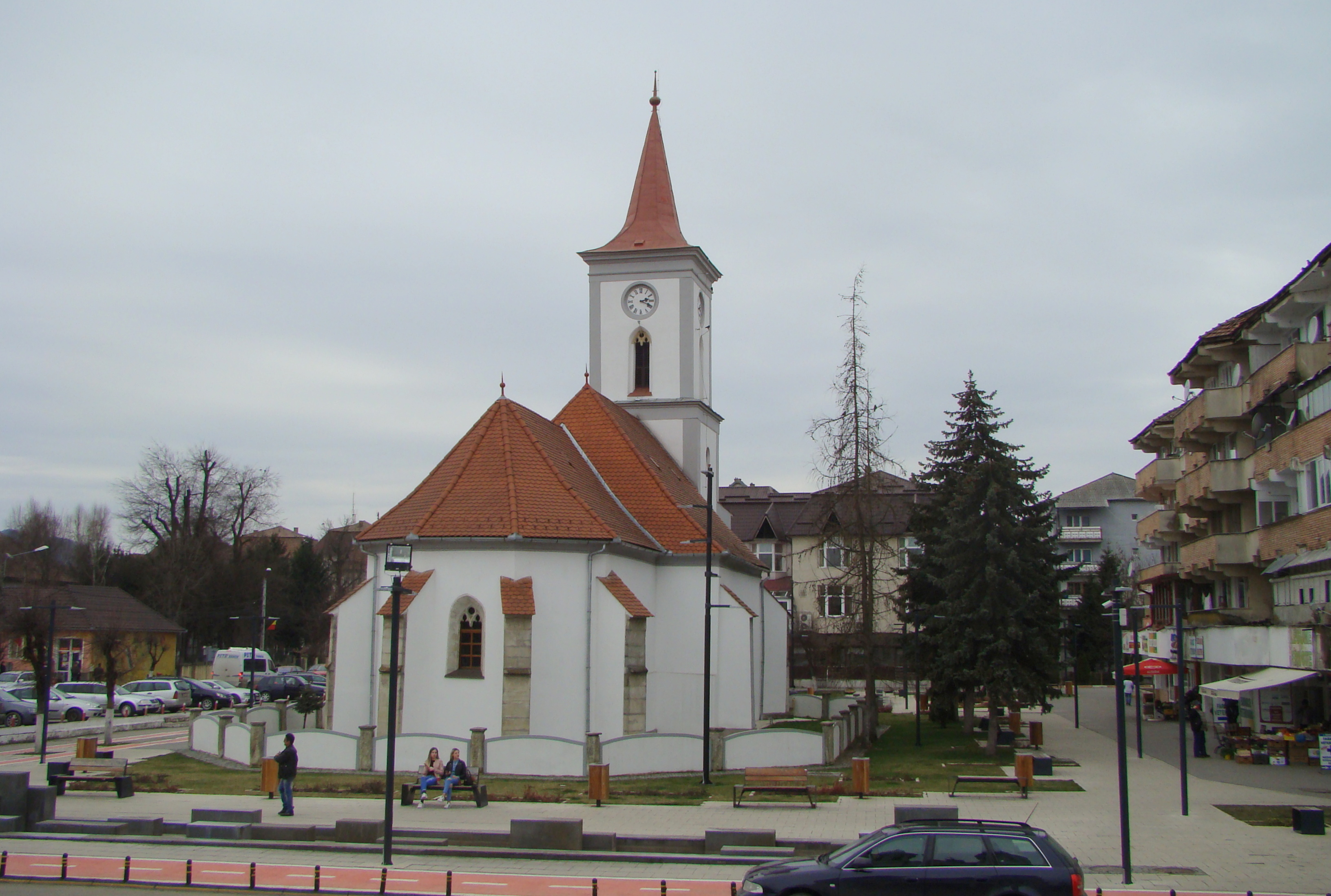
Biserica reformată (monument istoric)
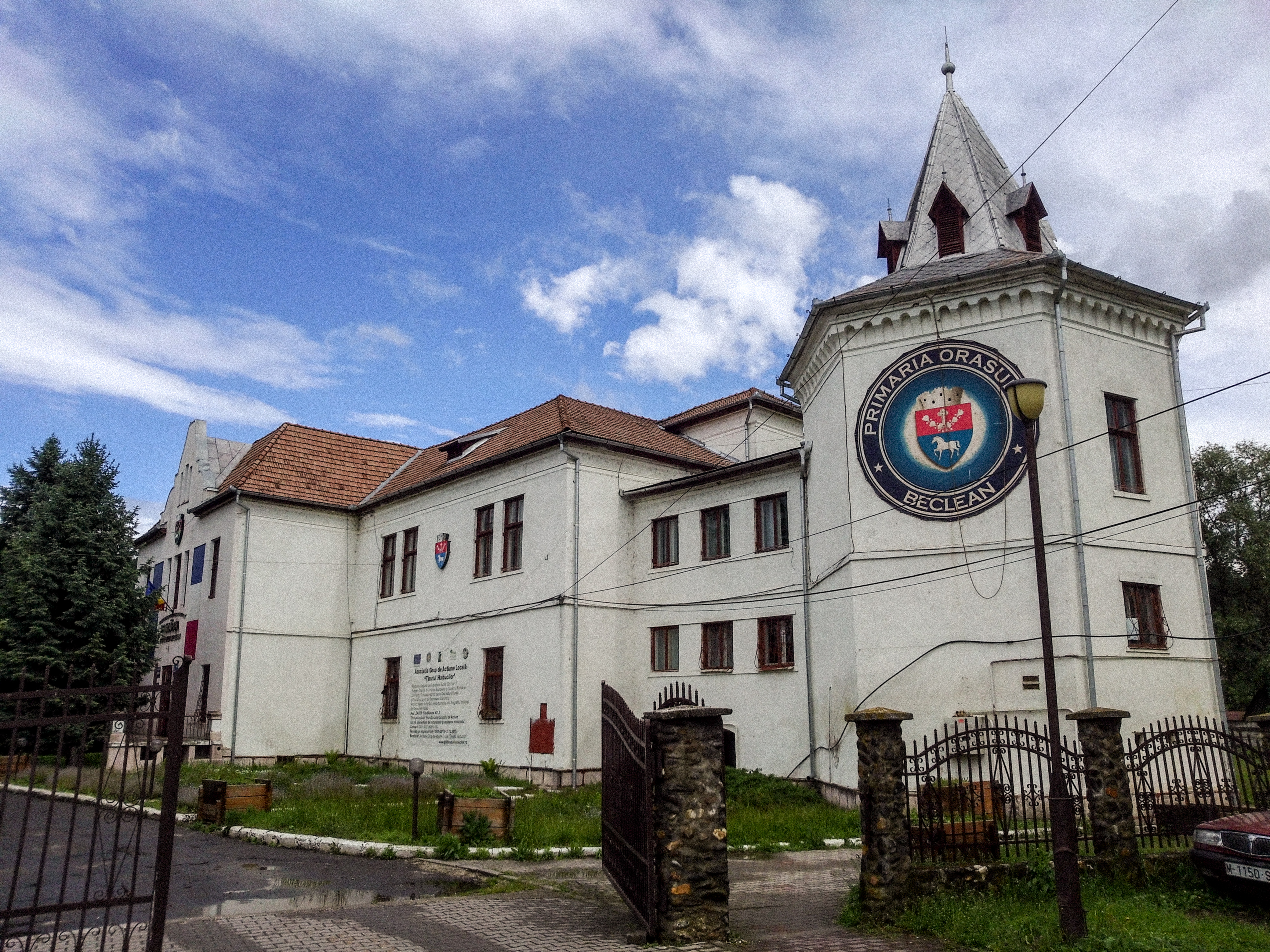
Castelul Bethlen Pal, în prezent Primăria orașului Beclean (monument istoric)
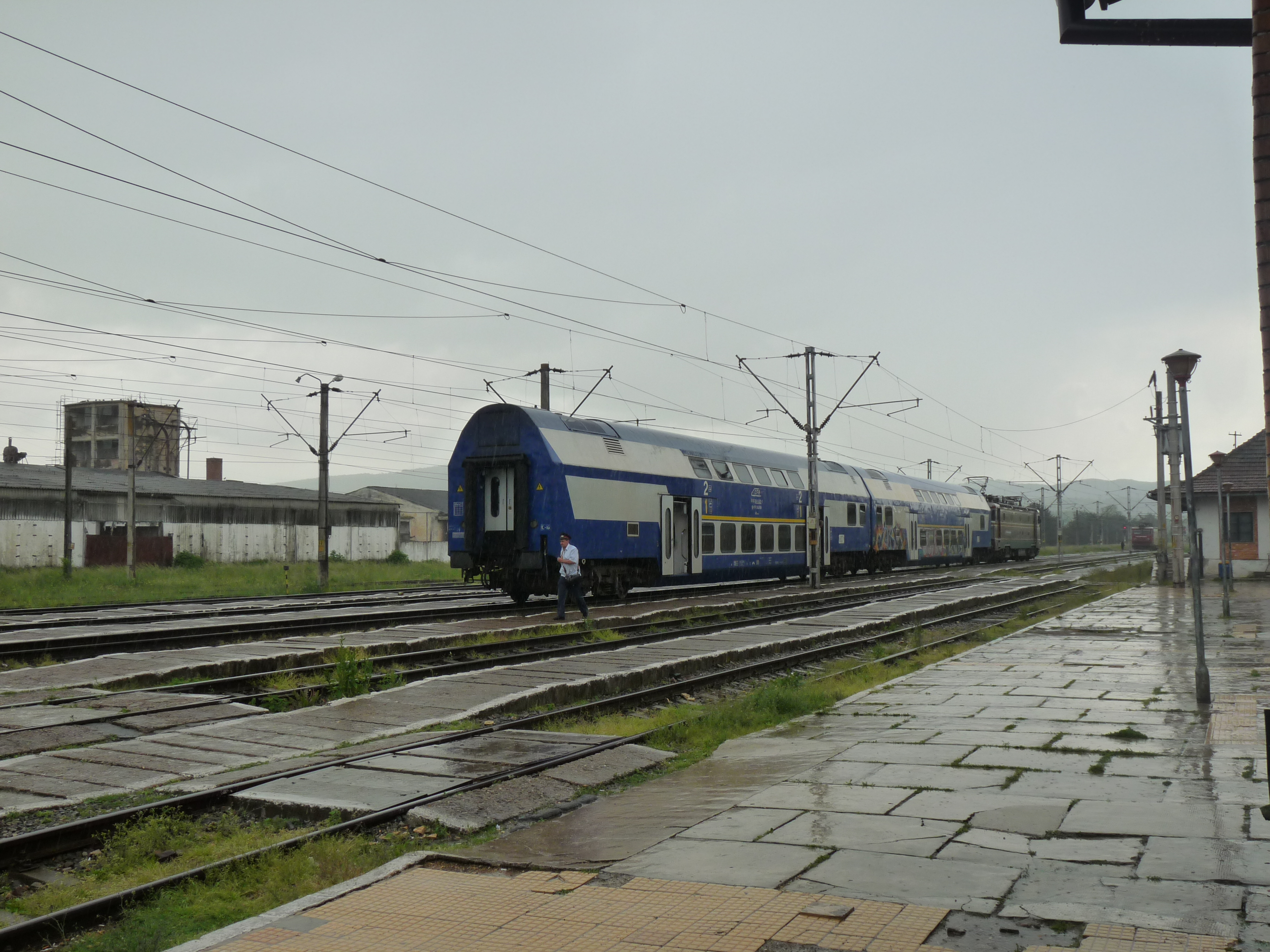
Beclean este un important nod de cale ferată